# Sigibert III.
Sigibert III.   je bil frankovski kralj Avstrazije iz Merovinške dinastije, ki je vladal od leta 634 do svoje smrti, * 630, † 29. januar 656.

## Življenje
Bil je najstarejši sin frankovskega kralja Dagoberta I. in njegove priležnice Ragnetrude in polbrat kralja Klodvika II. in  je po očetovi smrti nasledil Avstrazijo. Ker je bil še otrok, je imel na začetku pravo oblast v kraljestvu  njegov majordom Pipin Landenski. Ko je imel deset let, je leta 640 poskušal na čelu svoje vojske podjarmiti sosednjo Turingijo, vendar ga je turinški kralj Radulf porazil. Fredegarjeva kronika omenja, da je na bojišču jokal.  Poraz je jasno pokazal, da otroški kralji ne morejo voditi vojske, zato je oblast v frankovskih kraljestvih prešla v roke vplivnih majordomov.
Pipina Landenskega je na položaju majordoma nasledil  Grimoald Starejši, ki je izkoristil dejstvo, da mladi kralj nima svojega sina. Nagovoril ga je, da posvoji njegovega sina Hildeberta, s čimer je postal prestolonaslednik. Ko je Sigibert dobil svojega biološkega sina Dagoberta, ga je Grimoald pregnal z dvora.

## Zapuščina
Za Sigiberta III. velja, da je bil neodločen in slab vladar, prvi od   roi fainéant – brezdelnih kraljev, ki so pomenili konec Merovinške dinastije. Srednjeveške kronike omenjajo tudi to, da je velikodušno podpiral samostane in Cerkev, in bil zato nagrajen s svetništvom. Sigibert je zaščitnik mesta Nancy. Njegovi posmrtni ostanki, ki so bili med Francosko revolucijo oskrunjeni, počivajo v tamkajšnji katedrali.